# Compsoctena intermediella
Compsoctena intermediella är en fjärilsart som beskrevs av Walker 1866. Compsoctena intermediella ingår i släktet Compsoctena och familjen Eriocottidae. Inga underarter finns listade i Catalogue of Life.